# Mesochorus slawicus
Mesochorus slawicus là một loài tò vò trong họ Ichneumonidae.